# Saint-Martin-de-Lansuscle
Saint-Martin-de-Lansuscle is een gemeente in het Franse departement Lozère (regio Occitanie) en telt 138 inwoners (2005). De plaats maakt deel uit van het arrondissement Florac.

## Geografie
De oppervlakte van Saint-Martin-de-Lansuscle bedraagt 17,0 km², de bevolkingsdichtheid is 8,1 inwoners per km².
De onderstaande kaart toont de ligging van Saint-Martin-de-Lansuscle met de belangrijkste infrastructuur en aangrenzende gemeenten.

## Demografie
Onderstaande figuur toont het verloop van het inwonertal (bron: INSEE-tellingen).